# Futebol freestyle

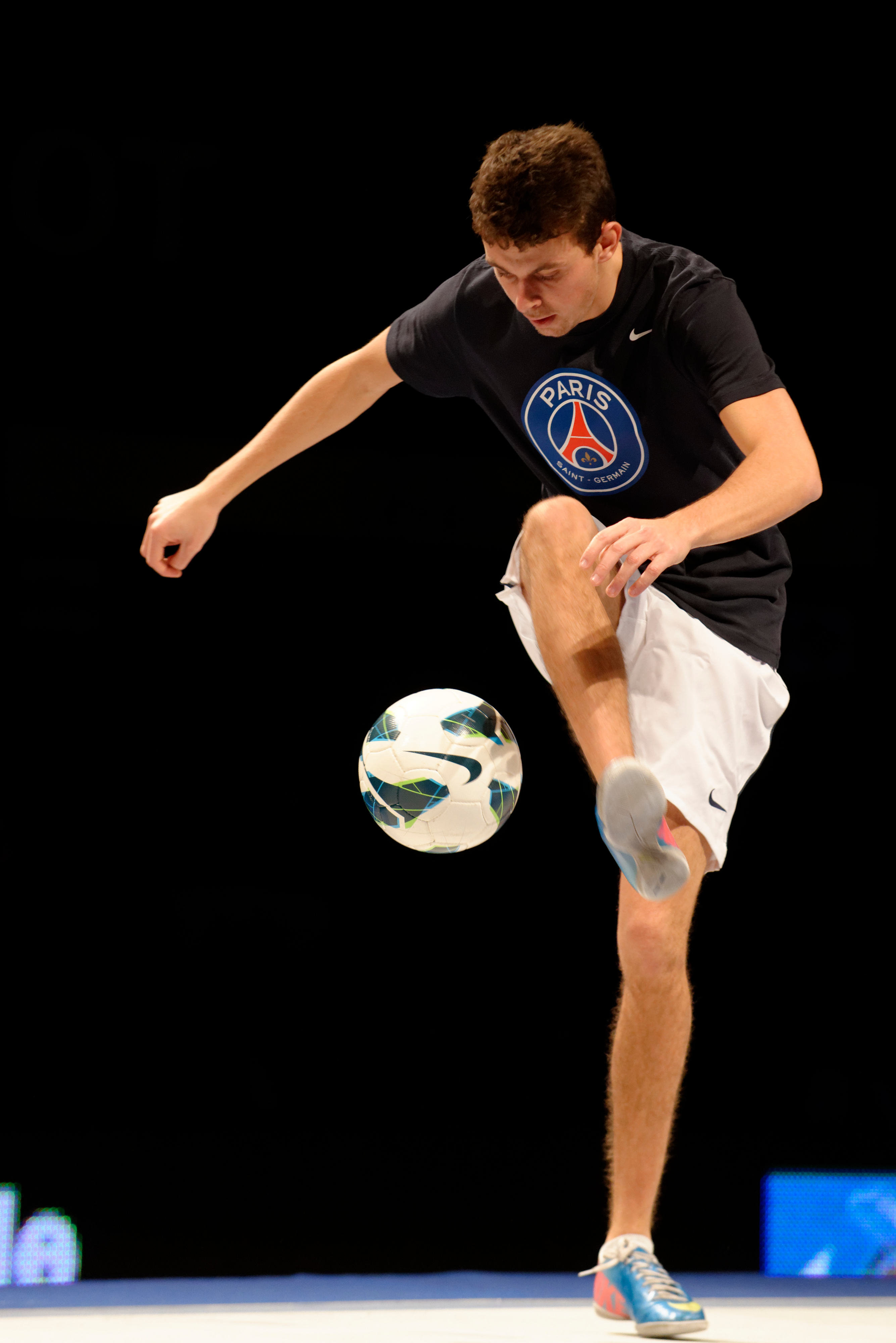
Jogador praticando o futebol freestyle

Futebol Freestyle é uma variante do futebol em que um jogador realiza manobras (tricks) com uma bola ou a equilibra em várias as partes do corpo, ele se baseia na arte de compor sequências de manobras, tentando unir controle, criatividade e dificuldade utilizando o corpo todo em interação com a bola. É um jogo que vem se desenvolvendo rapidamente, que está ganhando seu espaço se consolidando como uma brincadeira de alto nível e ganhando novos praticantes a cada dia.
Também chamado de Street Style (Futebol Estilo Livre), é um modo de mostrar habilidades de várias maneiras, teve influências de Maradona e só ganhou importância em 2005 (aproximadamente) em diante, talvez pelos vídeos feitos pelos jogadores Ronaldinho Gaúcho e Cristiano Ronaldo, que tiveram grande repercussão na mídia. No entanto o praticante do freestyle não precisa ser um bom jogador de futebol, por ser considerado por alguns praticantes um esporte diferente, onde o que conta mais é a concentração, equilíbrio e perseverança. Os Freestylers, como são conhecidos, são pessoas com faixa etária de 13 a 35 anos.
"Freestylers" fazem várias apresentações, em programas de televisão, eventos esportivos, eventos corporativos, feiras, shows, etc.
Devido ao seu rápido crescimento nos últimos anos o Futebol Freestyle já tem uma federação internacional, conhecida como F3, fundada em 2009 para representar o jogo e hoje conta a inscrição de 80 países em todo o mundo.
Em 2011 foi realizado na cidade de Kuala Lumpur, em Singapura o primeiro campeonato mundial realizado pela Federação internacional de Futebol Freestyle com 16 atletas de várias partes do mundo, no qual o atleta inglês 'Andrew Henderson' sagrou-se campeão.
Entretanto existem outros campeonatos realizados ao redor do mundo e no Brasil por empresas e/ou marcas como a Sony e a Red Bull que tem um grande interesse pelo Freestyle, que impressiona muito visualmente e trazem um grande retorno em publicidade para as empresas que investem em campeonatos da modalidade.
O Futebol Freestyle é muito complexo com um número incontável de combinações, manobras e variações existentes e que cresce e se desenvolve mais a cada dia.
Dentro do futebol freestyle o praticante pode realizar manobras de várias maneiras, sentado, deitado, com a bola no chão, etc. E para facilitar a compreensão da prática e suas variáveis, as manobras ficaram dividas em basicamente 4 estilos diferentes: Sit Down, Upper, Lower e Ground Moves.

## Sit Down
Sit Down é o estilo que se faz sentado se utilizando muito de tricks rápidas e de variações bem características do Sit Down como o uso da canela e da sola dos pés. No Sit Down no começo fazia uso muito das variações copiadas do Lower mais em pouco tempo desenvolveu suas próprias características.

## Upper
O Upper consiste em realizar manobras com a parte superior do corpo (cabeça, ombros, peito, nuca e rosto). No Upper basicamente se utiliza de muito controle e equilíbrio, as tricks são basicamente o nome em inglês de cada parte do corpo onde se equilibra a bola.

## Lower
O Lower é o estilo que se faz em pé com a parte inferior do corpo. As manobras são realizadas utilizando os pés, joelhos, calcanhares e canela. O Lower é o estilo mais conhecido do Futebol Freestyle, no lower existe uma variação muito grande de tricks e de estilos diferentes. As manobras mais simples concentram-se geralmente em passar a perna entorno da bola. Novas manobras são criadas a partir da combinação das já existentes e tudo varia de acordo com a criatividade e estilo de cada um.

## Ground Moves
Ground Moves são tricks realizadas com a bola em contato com o chão. O Ground Moves é muito conhecido pois o estilo é baseado em movimentos feitos como se estivesse driblando um oponente. Grande parte dos praticantes do Ground Moves são os Freestyler’s que além de praticar o Futebol Freestyle também gosta muito e faz o chamado Street Soccer que é um futebol adaptado onde se vale mais dribles do que gols.

## Lista dos campeões mundiais

### F3 World Tour
| Ano  | Etapas | 1.º Lugar     | 2.º Lugar | 3.º Lugar        | Vencedor de Londres | Vencedor de Pequim |
| ---- | ------ | ------------- | --------- | ---------------- | ------------------- | ------------------ |
| 2014 | 2      | Charly Iacono | Boyka     | Andrew Henderson | Boyka               | Andrew Henderson   |

| Ano  | Etapas | 1.º Lugar | 2.º Lugar | 3.º Lugar | Vencedor de Londres | Vencedor de Dubai |
| ---- | ------ | --------- | --------- | --------- | ------------------- | ----------------- |
| 2013 | 2      | Michryc   | Luki      | Tobias    | Michryc             | Michryc           |

| Ano  | Etapas | 1.º Lugar        | 2.º Lugar | 3.º Lugar | Vencedor de Kuala Lumpur |
| ---- | ------ | ---------------- | --------- | --------- | ------------------------ |
| 2011 | 1      | Andrew Henderson | Gautier   | Michryc   | Andrew Henderson         |

### Superball - World Open Championships
| Ano  | Local                   | 1.º Lugar        | 2.º Lugar      | 3.º Lugar        | Vencedor da Rotina |
| ---- | ----------------------- | ---------------- | -------------- | ---------------- | ------------------ |
| 2017 | Prague, Czech Republic  | Ricardinho       | Pedrinho       | Erlend Fagerli   | Gautier            |
| 2016 | Liberec, Czech Republic | Erlend Fagerli   | Tobias         | Emil Källdoff    | Gautier            |
| 2015 | Liberec, Czech Republic | Michryc          | Erlend Fagerli | Ricardinho       | Gautier            |
| 2014 | Liberec, Czech Republic | Pedrinho         | Tobias         | Michryc          | Gautier            |
| 2013 | Prague, Czech Republic  | Andrew Henderson | Esteban        | Luki             | Gautier            |
| 2012 | Prague, Czech Republic  | Andrew Henderson | Michryc        | Gunther          | Gautier            |
| 2011 | Prague, Czech Republic  | Szymo            | Pawel Skora    | Andrew Henderson | Gautier            |

### Red Bull Street Style
| Ano  | Local                   | 1.º Lugar        | 2.º Lugar      | 3.º Lugar        |
| ---- | ----------------------- | ---------------- | -------------- | ---------------- |
| 2016 | London, England         | Charly Iacono    | Kosuke         | Mc Pro           |
| 2014 | Salvador, Brazil        | Andrew Henderson | Charly Iacono  | Erlend Fagerli   |
| 2013 | Tokyo, Japan            | Szymo            | Charly Iacono  | Andrew Henderson |
| 2012 | Lecce, Italy            | Tokura           | Daniel Dennehy | Gunther          |
| 2010 | Cape Town, South Africa | Azun             | Kamalio        | Rocky            |
| 2008 | São Paulo, Brazil       | Sean             | Yosuke         | Murilo           |